# Milieu paralique
Le milieu paralique ou domaine paralique est une zone naturelle constituée d'une masse d'eau de transition entre le milieu marin et le milieu continental. En cela, le domaine paralique peut donc être considéré comme un écotone, mais il peut aussi être étudié comme un écosystème à part entière.
Le terme paralique a été formé à partir du grec παρα (para = à côté de) et  άλος (halos = le sel) qui par extension désigne la mer. C'est un concept récent, développé depuis les années 1980. Le domaine paralique reste encore mal connu bien que ces milieux revêtent une importance considérable tant écologique qu'économique ou patrimoniale. Aujourd'hui encore, les milieux paraliques continuent à être classés comme des zones humides côtières ou des annexes marines à salinité variable.

## Caractéristiques et diversité des milieux paraliques
Les milieux paraliques sont extrêmement diversifiés par leurs dimensions, leur géomorphologie ainsi que leurs conditions hydrologiques et climatiques. Ils subissent également des fluctuations importantes quant à la composition chimique et aux caractéristiques physiques de leurs eaux (salinité, température, etc.). Cependant, quelques caractéristiques communes permettent d'identifier clairement les milieux paraliques :
1. ce sont des milieux aquatiques (pouvant s'assécher temporairement)
2. ils sont en communication avec le milieu marin
3. leur production biologique est importante, notamment au niveau du phytoplancton
4. ils constituent un réceptacle physique délimité qui a tendance à accumuler les apports extérieurs (sédiments, nutriments, etc.)
5. les biocénoses sont organisées en zones en fonction de leur distance à la mer (cf. le confinement)

La typologie des écosystèmes répondant à ces critères est vaste : lagunes et autres étangs côtiers, baies, estuaires, abers ou rias, fjords, deltas, sebkhas, estrans tidaux, marais maritimes, marais salants, plaines à mangrove, lagons ou limans ... tous sont des systèmes paraliques.
En poussant le raisonnement à l'extrême, il est même possible de considérer certaines mers comme étant d'immenses bassins paraliques en liaison avec les océans, c'est par exemple le cas pour la mer Baltique.

## Le fonctionnement d'un écosystème paralique

### Historique et polémiques scientifiques
La conception scientifique classique divise les écosystèmes en deux domaines, le domaine marin et le domaine continental. Ces deux écosystèmes sont souvent considérés comme des entités séparées avec chacune leurs spécialistes. L'interface entre ces deux milieux a donc été relativement peu étudiée dans le passé et les milieux littoraux ont été considérés tantôt comme une limite du domaine continental, tantôt comme une extension du domaine marin.
Historiquement, les milieux paraliques ont donc été étudiés par des biologistes marins. Alors qu'en pleine mer c'est la profondeur qui est le paramètre fondamental organisant la zonation des espèces, au niveau du littoral d'autres facteurs entrent en ligne de compte. Dans les zones présentant des marées marquées, les variations de recouvrement et salinité ont été admises comme paramètres expliquant la  zonation littorale. Pour les zones à faibles marées, il est plus difficile de dégager un consensus quant au paramètre régulant la zonation biologique. De nombreux scientifiques ont tenté d'établir une classification (Aguesse, 1957, Ancona U., 1959, Petit et Schachter, 1959, Segerstråle, 1959, Kiener, 1978) faute de mieux, c'est une classification en fonction de la salinité qui a été retenue (zones euhalines, mésohalines, poïkilohalines...) bien que n'expliquant pas entièrement la zonation biologique pour tous les milieux paraliques.
Dans les années 1980, une nouvelle approche est élaborée pour la description des milieux paraliques. Prenant en compte des observations contredisant la théorie de la zonation par la salinité, deux chercheurs s'appuient sur l'étude de plusieurs lagunes méditerranéennes  pour proposer un nouveau paramètre fondamental expliquant cette zonation: le confinement.

### L'importance du paramètre de confinement
L'observation empirique de la zonation biologique dans différents bassins paraliques permet de dresser un constat intuitif : les espèces se répartissent globalement en fonction de leur distance à la mer ouverte. Le plus souvent la salinité varie également en fonction de la distance à la mer, c'est aussi le cas de l'ensemble des concentrations des autres minéraux dissous et des nutriments (minéraux, organiques, oxygène...). Ainsi un paramètre plus général, englobant la salinité, explique plus précisément la répartition des espèces : il s'agit du confinement du bassin paralique par rapport à la mer.
Le paramètre de confinement correspond à une notion complexe, impossible à mesurer directement in situ. Concrètement, il correspond à l'épuisement progressif des oligoéléments d'origine marine (cuivre, cobalt...) et à la dilution des éventuels apports de nutriments par les cours d'eau (nitrates, matières organiques...). Le paramètre de confinement est donc étroitement lié à l'hydrodynamisme et notamment au temps de résidence de l'eau dans le bassin paralique.

## La valeur des milieux paraliques

### Une richesse écologique exceptionnelle
La richesse écologique des milieux paraliques, comme celle des autres zones humides est exceptionnelle.

## Les menaces environnementales
De nos jours, l'urbanisation et la croissance de la population littorale est considérable. Au début du XXIe siècle, certains pays concentrent plus de la moitié de leur population sur les zones côtières. Les pressions subies par l'environnement littoral en général, et les milieux paraliques en particulier sont donc importantes et peuvent constituer des menaces pour la pérennité de ces écosystèmes.

### L'eutrophisation et les crises dystrophiques
Les milieux paraliques concentrent les apports de nutriments externes tels que l'azote (principalement des nitrates) et le carbone (carbonates, matières organiques...). Ce sont donc des milieux naturellement eutrophes (au sens scientifique et non péjoratif du terme) avec une forte productivité biologique.
Ce caractère naturel est néanmoins largement amplifié dans les bassins paraliques soumis à des pollutions d'origine anthropique. Il en résulte alors des crises dystrophiques, appelées "malaigues" dans le Sud de la France. Ces crises débutent par une prolifération algale qui asphyxie le milieu entrainant le développement de zones mortes.